# Петро Шамотульський
Петро Свідва Шамотульський (пол. Piotr Świdwa Szamotulski; 1415-1473) — польський шляхтич, син Доброгоста Свідва Шамотульського.
З 1447 року каштелян Каліша. З 1450 року — каштелян Познані. Був присутній при підписанні Нешавських статутів королем Казимиром IV у 1454 році.
З 1455 року брав участь у Тринадцятирічній війні проти Тевтонського ордену. Командував польською армією та гданськими військами у Померанії. У 1458 році командував народним повстанням в Пруссії. У 1458 році він захопив тевтонський замок у Папово-Біскупе. З 1460 року — генеральний староста Великопольщі.